# Недоступов
Недоступов (рос. Недоступов) — хутір у Жирновському районі Волгоградської області Російської Федерації.
Населення становить 263 особи. Входить до складу муніципального утворення Красноярське міське поселення.

## Історія
Хутір розташований у межах українського історичного та культурного регіону Жовтий Клин.
Згідно із законом від 21 лютого 2005 року № 1009-ОД для населеного пункту було встановлено органом місцевого самоврядування Красноярське міське поселення.

## Населення
| 2010 |
| ---- |
| 263  |